# Ceroplesis militaris
Ceroplesis militaris är en skalbaggsart som beskrevs av Gerstaecker 1855. Ceroplesis militaris ingår i släktet Ceroplesis och familjen långhorningar.
Artens utbredningsområde är:
- Kenya.
- Malawi.
- Moçambique.
- Zimbabwe.

Inga underarter finns listade i Catalogue of Life.